# Hockey op de Gemenebestspelen 2010 - Mannen
De vierde editie van het hockeytoernooi van de Gemenebestspelen voor mannen had plaats op de Gemenebestspelen van 2010 in het Dhyan Chand National Stadium in Delhi, India. Het toernooi liep van 4 tot en met 14 oktober. Tien landen namen deel. Australië verdedigde met succes zijn titel en won voor de vierde keer.

## Resultaten

### Eerste ronde

#### Groep A
| Team      | GS | W | G | V | DV | DT | +/− | Pnt |
| --------- | -- | - | - | - | -- | -- | --- | --- |
| Australië | 4  | 4 | 0 | 0 | 22 | 2  | +20 | 12  |
| India     | 4  | 3 | 0 | 1 | 16 | 11 | +5  | 9   |
| Pakistan  | 4  | 2 | 0 | 2 | 11 | 9  | +2  | 6   |
| Maleisië  | 4  | 1 | 0 | 3 | 5  | 14 | –9  | 3   |
| Schotland | 4  | 0 | 0 | 4 | 0  | 18 | –18 | 0   |

| 5 oktober 2010 10:30 |         |           |                                                         |
| Pakistan             | 3–0     | Schotland | Scheidsrechters: Nathan Stagno (GIB) Peter Wright (RSA) |
|                      | verslag |           | Scheidsrechters: Nathan Stagno (GIB) Peter Wright (RSA) |

| 5 oktober 2010 19:00 |         |          |                                                              |
| India                | 3–2     | Maleisië | Scheidsrechters: Gareth Greenfield (NZL) Martin Madden (SCO) |
|                      | verslag |          | Scheidsrechters: Gareth Greenfield (NZL) Martin Madden (SCO) |

| 6 oktober 2010 08:30 |         |           |                                                            |
| Australië            | 9–0     | Schotland | Scheidsrechters: Andrew Kennedy (ENG) Albert Marcano (TRI) |
|                      | verslag |           | Scheidsrechters: Andrew Kennedy (ENG) Albert Marcano (TRI) |

| 6 oktober 2010 20:30 |         |          |                                                             |
| Pakistan             | 4–1     | Maleisië | Scheidsrechters: Peter Wright (RSA) Gareth Greenfield (NZL) |
|                      | verslag |          | Scheidsrechters: Peter Wright (RSA) Gareth Greenfield (NZL) |

| 7 oktober 2010 16:00 |         |           |                                                           |
| India                | 2–5     | Australië | Scheidsrechters: Nathan Stagno (GIB) Andrew Kennedy (ENG) |
|                      | verslag |           | Scheidsrechters: Nathan Stagno (GIB) Andrew Kennedy (ENG) |

| 8 oktober 2010 20:30 |         |           |                                                              |
| Maleisië             | 2–0     | Schotland | Scheidsrechters: Richmond Attipoe (GHA) Albert Marcano (TRI) |
|                      | verslag |           | Scheidsrechters: Richmond Attipoe (GHA) Albert Marcano (TRI) |

| 9 oktober 2010 10:30 |         |           |                                                             |
| Pakistan             | 0–1     | Australië | Scheidsrechters: Richmond Attipoe (GHA) Martin Madden (SCO) |
|                      | verslag |           | Scheidsrechters: Richmond Attipoe (GHA) Martin Madden (SCO) |

| 9 oktober 2010 19:00 |         |       |                                                         |
| Schotland            | 0–4     | India | Scheidsrechters: Albert Marcano (TRI) Tim Pullman (AUS) |
|                      | verslag |       | Scheidsrechters: Albert Marcano (TRI) Tim Pullman (AUS) |

| 10 oktober 2010 16:30 |         |          |                                                        |
| Australië             | 7–0     | Maleisië | Scheidsrechters: John Hrytsak (CAN) Peter Wright (RSA) |
|                       | verslag |          | Scheidsrechters: John Hrytsak (CAN) Peter Wright (RSA) |

| 10 oktober 2010 19:00 |         |       |                                                        |
| Pakistan              | 4–7     | India | Scheidsrechters: Tim Pullman (AUS) Nathan Stagno (GIB) |
|                       | verslag |       | Scheidsrechters: Tim Pullman (AUS) Nathan Stagno (GIB) |

#### Groep B
| Team               | GS | W | G | V | DV | DT | +/− | Pnt |
| ------------------ | -- | - | - | - | -- | -- | --- | --- |
| Engeland           | 4  | 3 | 1 | 0 | 12 | 5  | +7  | 10  |
| Nieuw-Zeeland      | 4  | 2 | 1 | 1 | 15 | 9  | +6  | 7   |
| Zuid-Afrika        | 4  | 2 | 0 | 2 | 12 | 10 | +2  | 6   |
| Canada             | 4  | 1 | 2 | 1 | 5  | 6  | –1  | 5   |
| Trinidad en Tobago | 4  | 0 | 0 | 4 | 4  | 18 | –14 | 0   |

| 5 oktober 2010 14:00 |         |                    |                                                        |
| Nieuw-Zeeland        | 7–1     | Trinidad en Tobago | Scheidsrechters: Tim Pullman (AUS) Haider Rasool (PAK) |
|                      | verslag |                    | Scheidsrechters: Tim Pullman (AUS) Haider Rasool (PAK) |

| 5 oktober 2010 16:30 |         |             |                                                        |
| Canada               | 1–4     | Zuid-Afrika | Scheidsrechters: Satinder Kumar (IND) Will Drury (WAL) |
|                      | verslag |             | Scheidsrechters: Satinder Kumar (IND) Will Drury (WAL) |

| 6 oktober 2010 15:30 |         |                    |                                                            |
| Engeland             | 4–0     | Trinidad en Tobago | Scheidsrechters: John Hrytsak (CAN) Richmond Attipoe (GHA) |
|                      | verslag |                    | Scheidsrechters: John Hrytsak (CAN) Richmond Attipoe (GHA) |

| 6 oktober 2010 18:30 |         |             |                                                        |
| Nieuw-Zeeland        | 4–2     | Zuid-Afrika | Scheidsrechters: Tim Pullman (AUS) Martin Madden (SCO) |
|                      | verslag |             | Scheidsrechters: Tim Pullman (AUS) Martin Madden (SCO) |

| 7 oktober 2010 18:00 |         |        |                                                       |
| Engeland             | 1–1     | Canada | Scheidsrechters: Haider Rasool (PAK) Will Drury (WAL) |
|                      | verslag |        | Scheidsrechters: Haider Rasool (PAK) Will Drury (WAL) |

| 8 oktober 2010 15:30 |         |                    |                                                          |
| Zuid-Afrika          | 5–3     | Trinidad en Tobago | Scheidsrechters: John Hrytsak (CAN) Satinder Kumar (IND) |
|                      | verslag |                    | Scheidsrechters: John Hrytsak (CAN) Satinder Kumar (IND) |

| 9 oktober 2010 08:30 |         |               |                                                          |
| Engeland             | 5–3     | Nieuw-Zeeland | Scheidsrechters: Peter Wright (RSA) Satinder Kumar (IND) |
|                      | verslag |               | Scheidsrechters: Peter Wright (RSA) Satinder Kumar (IND) |

| 9 oktober 2010 16:00 |         |                    |                                                       |
| Canada               | 2–0     | Trinidad en Tobago | Scheidsrechters: Haider Rasool (PAK) Will Drury (WAL) |
|                      | verslag |                    | Scheidsrechters: Haider Rasool (PAK) Will Drury (WAL) |

| 10 oktober 2010 12:00 |         |             |                                                              |
| Engeland              | 2–1     | Zuid-Afrika | Scheidsrechters: Gareth Greenfield (NZL) Martin Madden (SCO) |
|                       | verslag |             | Scheidsrechters: Gareth Greenfield (NZL) Martin Madden (SCO) |

| 10 oktober 2010 14:00 |         |        |                                                           |
| Nieuw-Zeeland         | 1–1     | Canada | Scheidsrechters: Andrew Kennedy (ENG) Haider Rasool (PAK) |
|                       | verslag |        | Scheidsrechters: Andrew Kennedy (ENG) Haider Rasool (PAK) |

### Kruisingswedstrijden
Halve finale
| 12 oktober 2010 11:00 |         |               |                                                           |
| Australië             | 6–2     | Nieuw-Zeeland | Scheidsrechters: Martin Madden (SCO) Satinder Kumar (IND) |
|                       | verslag |               | Scheidsrechters: Martin Madden (SCO) Satinder Kumar (IND) |

| 12 oktober 2010 17:30 |              |       |                                                        |
| Engeland              | 3–3 4-5 (ns) | India | Scheidsrechters: Tim Pullman (AUS) Nathan Stagno (GIB) |
|                       | verslag      |       | Scheidsrechters: Tim Pullman (AUS) Nathan Stagno (GIB) |

### Plaatsingswedstrijden
Om de negende plaats
| 12 oktober 2010 08:30 |         |                    |                                                      |
| Schotland             | 7–0     | Trinidad en Tobago | Scheidsrechters: Will Drury (WAL) John Hrytsak (CAN) |
|                       | verslag |                    | Scheidsrechters: Will Drury (WAL) John Hrytsak (CAN) |

Om de zevende plaats
| 12 oktober 2010 20:00 |          |        |                                                           |
| Maleisië              | 2–3 (nv) | Canada | Scheidsrechters: Albert Marcano (TRI) Haider Rasool (PAK) |
|                       | verslag  |        | Scheidsrechters: Albert Marcano (TRI) Haider Rasool (PAK) |

Om de vijfde plaats
| 12 oktober 2010 13:30 |          |             |                                                               |
| Pakistan              | 2–3 (nv) | Zuid-Afrika | Scheidsrechters: Andrew Kennedy (ENG) Gareth Greenfield (NZL) |
|                       | verslag  |             | Scheidsrechters: Andrew Kennedy (ENG) Gareth Greenfield (NZL) |

Om de derde plaats
| 14 oktober 2010 09:00 |              |          |                                                              |
| Nieuw-Zeeland         | 3–3 5-3 (ns) | Engeland | Scheidsrechters: Richmond Attipoe (GHA) Satinder Kumar (IND) |
|                       | verslag      |          | Scheidsrechters: Richmond Attipoe (GHA) Satinder Kumar (IND) |

Finale
| 14 oktober 2010 11:30 |         |       |                                                         |
| Australië             | 8–0     | India | Scheidsrechters: Peter Wright (RSA) Nathan Stagno (GIB) |
|                       | verslag |       | Scheidsrechters: Peter Wright (RSA) Nathan Stagno (GIB) |

| rang   | land               |
| ------ | ------------------ |
| Goud   | Australië          |
| Zilver | India              |
| Brons  | Nieuw-Zeeland      |
| 4      | Engeland           |
| 5      | Zuid-Afrika        |
| 6      | Pakistan           |
| 7      | Canada             |
| 8      | Maleisië           |
| 9      | Schotland          |
| 10     | Trinidad en Tobago |

Kuala Lumpur 1998 (mannen, vrouwen) · 
Manchester 2002 (mannen, vrouwen) · 
Melbourne 2006 (mannen, vrouwen) · 
Delhi 2010 (mannen, vrouwen) · 
Glasgow 2014 (mannen, vrouwen)
Atletiek · Badminton · Boksen · Boogschieten · Bowls · Gewichtheffen · Gymnastiek · Hockey · Netball · Rugby sevens · Schietsport · Schoonspringen · Squash · Synchroonzwemmen · Tafeltennis · Tennis · Wielersport · Worstelen · Zwemmen